# Revolutionary Conquerors
El Revolutionary Conquerors es un equipo de fútbol de Belice que juega en la Liga Regional de Dandriga, la tercera liga de fútbol más importante del país.

## Historia
Fue fundado en 2005 en la ciudad de Dangriga y estuvieron en la Liga Premier de Belice por dos temporadas, logrando dos títulos de copa en la temporada 2006/07.
Su primera temporada en la máxima categoría fue la del 2007 temporada en la que obtuvieron el subcampeonato luego de perder la final ante el FC Belize.
Estuvieron una temporada más en la máxima categoría hasta que el club fue vendido y cambió su nombre a Ilagulei en 2008.
Participaron en la Copa Interclubes UNCAF 2007, en la cual fueron eliminados por penales en la primera ronda ante el Real España de Honduras.
El club fue refundado en la temporada 2013/14 y llegaron a la final de la Copa de Dandriga.

## Palmarés
- Liga Premier de Belice: 0
  - Subcampeón: 1

2007
- Mayor's Cup Football: 1

2006/07
- FFB Cup Knock-Out Tournament: 1

2006/07

## Participación en competiciones de la UNCAF
| Temporada | Torneo                 | Ronda | Club        | Casa | Visita | Global      |
| --------- | ---------------------- | ----- | ----------- | ---- | ------ | ----------- |
| 2007      | Copa Interclubes UNCAF | 1     | Real España | 2-1  | 1-2    | 3-3 (2-4 p) |

## Jugadores

### Jugadores destacados
- David Trapp
- Dennis Serrano

## Entrenadores
- Palmiro Salas